# Liščí (Chudenín)
Liščí (německy a do roku 1950 úředně Fuchsberg) je osada, část obce Chudenín v okrese Klatovy v Plzeňském kraji. Nachází se asi čtyři kilometry západně od Chudenína. Liščí leží v katastrálním území Liščí u Chudenína o rozloze 6,01 km².

## Historie
První písemná zmínka o vesnici pochází z roku 1697.

## Obyvatelstvo
| Rok            | 1869 | 1880 | 1890 | 1900 | 1910 | 1921 | 1930 | 1950 | 1961 | 1970 | 1980 | 1991 | 2001 | 2011 | 2021 |
| -------------- | ---- | ---- | ---- | ---- | ---- | ---- | ---- | ---- | ---- | ---- | ---- | ---- | ---- | ---- | ---- |
| Počet obyvatel | 318  | 321  | 260  | 295  | 340  | 335  | 321  | 44   | 38   | 66   | 26   | 13   | 15   | 17   | 11   |
| Počet domů     | 43   | 44   | 45   | 51   | 55   | 55   | 59   | 15   | 15   | 9    | 6    | 6    | 5    | 5    | 5    |

## Obecní správa
Při sčítání lidu v letech 1850–1920 Liščí bylo osadou obce Červené Dřevo v okrese Klatovy. V letech 1921–1949 bylo samostatnou obcí v okrese Klatovy. 
Pro dočasnou správu obcí od roku 1945, v nichž pro převážnou většinu obyvatelstva státně nespolehlivého zejména v pohraničí, nemohl být ustanoven místní národní výbor, byly okresními národními výbory, resp. okresními správními komisemi jmenovány místní správní komise, které měly stejné pravomoci jako místní národní výbory. Místní správní komise byly složeny ze 3 až 6 jmenovaných členů, předseda MSK byl také jmenován.
Obec Liščí, okres Klatovy byla od 23.června 1945 pod správou Místní správní komise Sruby - Pláně, kterou jmenoval Okresní národní výbor v Klatovech. Dne 6.května 1946 Okresní národní výbor v Klatovech místní správní komisi odvolal a obce Sruby, Pláně a Fuchsberk (Liščí) přičlenil pod správu Místní správní komise v Chudeníně. MSK Chudenín však tyto obce nepřevzala a tak Okresní národní výbor v Klatovech jmenoval 7.srpna 1946 novou Místní správní komisi Sruby - Pláně. Podle zákona číslo 3/1949 Sb. ze dne 18.ledna 1949 přešly obce Sruby a Pláně do okresu Domažlice a to s účinností od 1.února 1949. Již na podzim roku 1948 jmenoval Okresní národní výbor v Klatovech Místní správní komisi pro obec Liščí. S ohledem na velmi nízký počet obyvatel obce Liščí nebylo možno utvořit samostatnou obecní správu - ustanovit místní národní výbor. Rada okresního národního výboru v Klatovech rozhodla dne 25.července 1950 sloučit obec Liščí do obce Chudenín s účinností od 10.září 1950, přičemž Liščí se stalo místní částí obce Chudenín.

## Pamětihodnosti
- Medvědí kaple
- Jihovýchodně od osady se nachází přírodní památka Svatý Bernard.

## Galerie

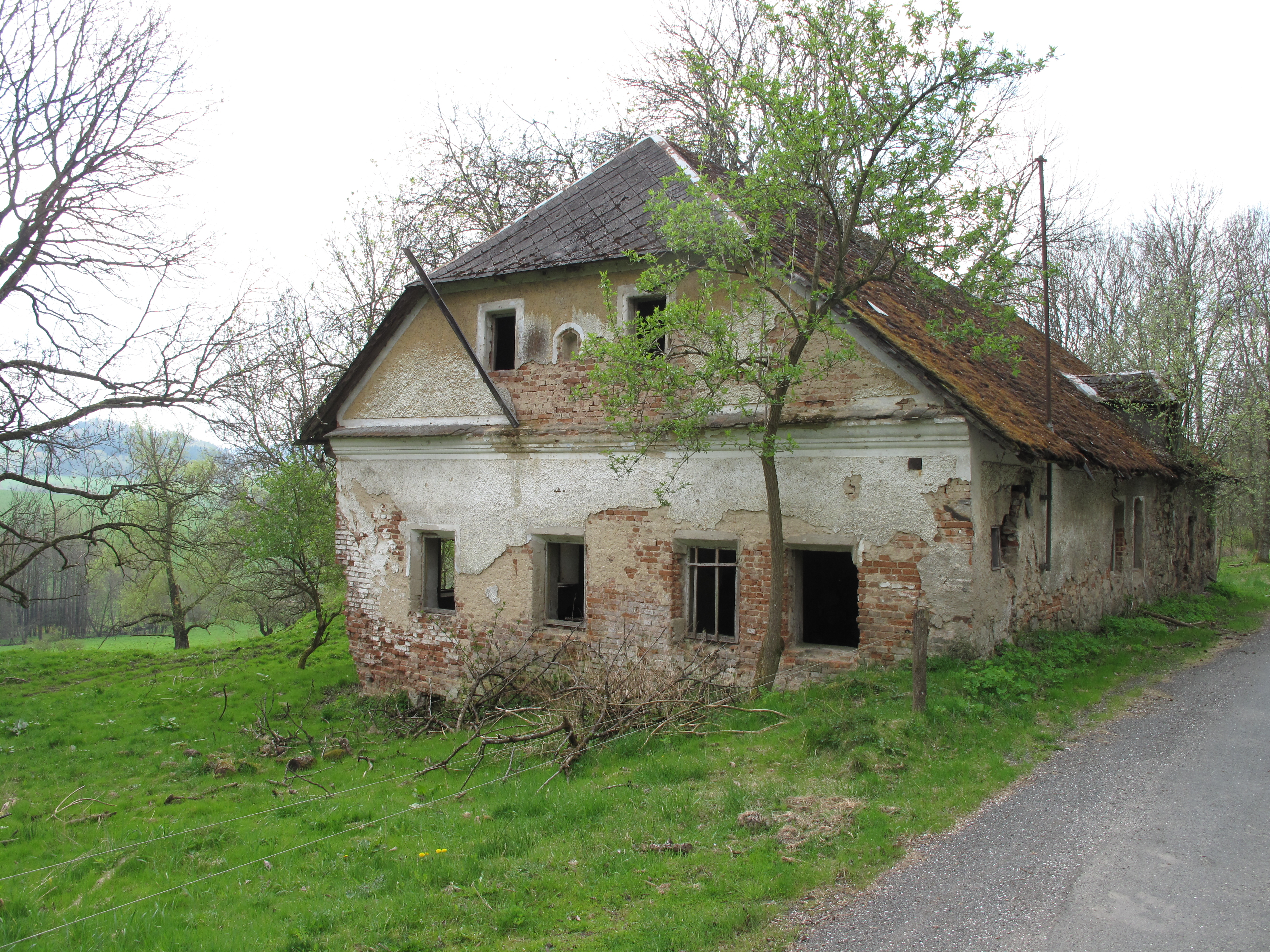
Opuštěný dům
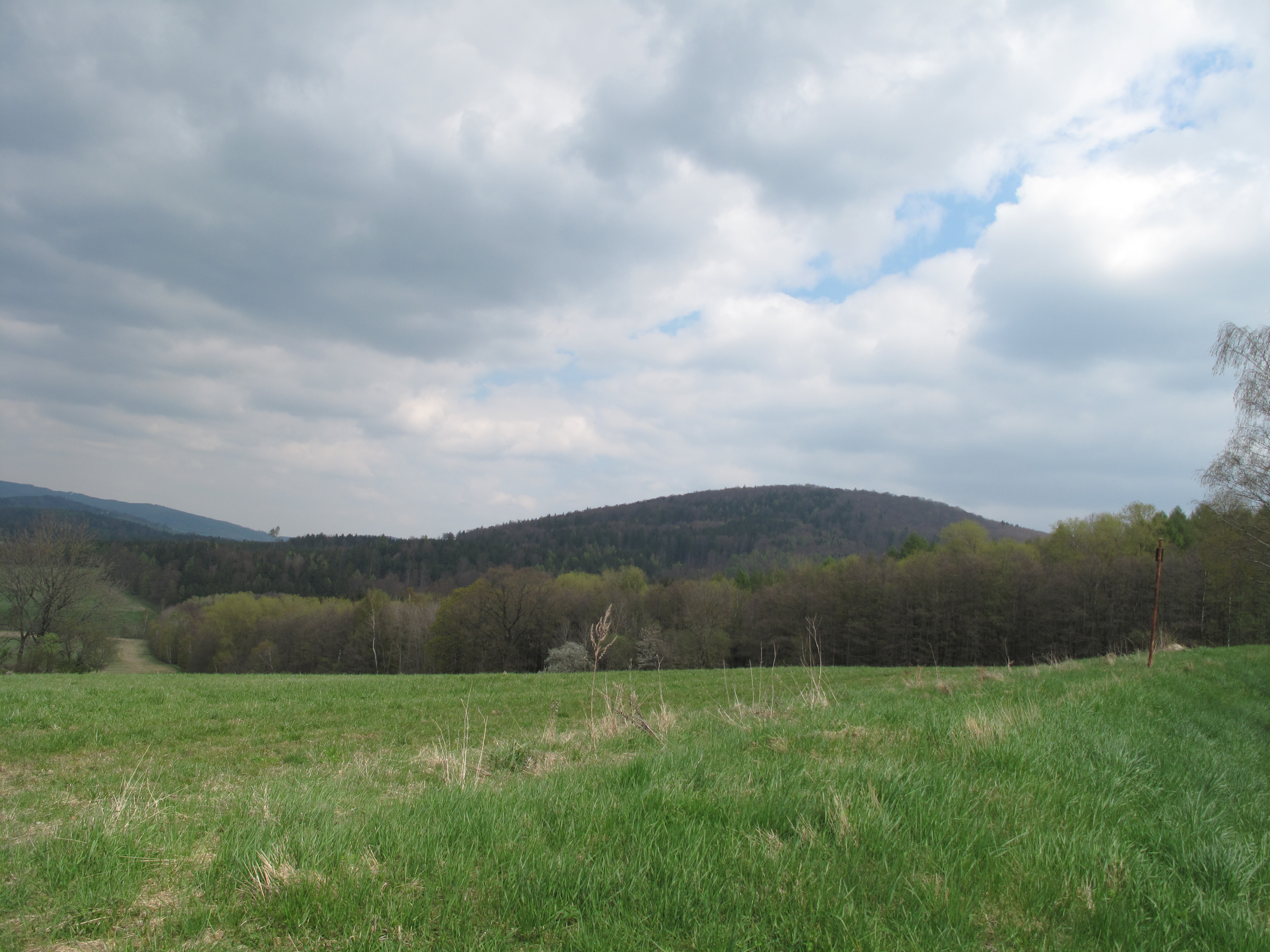
Pohled z Liščí nad Jezvinec
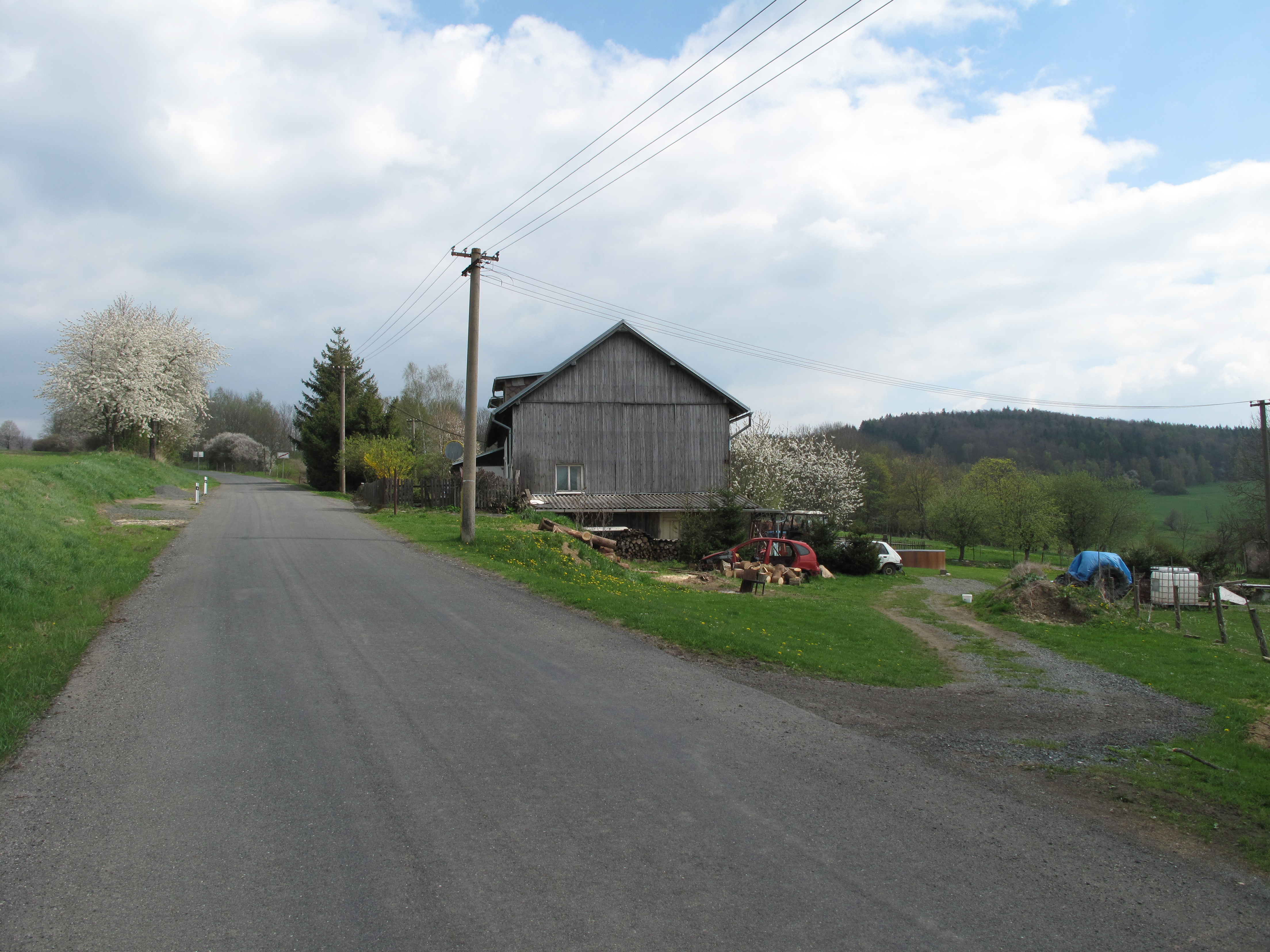
Dům v obci